# مؤسسه اعتباری کوثر
مؤسسه اعتباری کوثر شرکت خدمات مالی و بانکداری ایرانی بود که با حمایت وزارت دفاع و پشتیبانی نیروهای مسلح در سال ۱۳۸۸ تأسیس شد و به موجب اطلاعیه بانک مرکزی ایران در تاریخ ۱۱ اسفند ۱۳۹۷ در بانک سپه ادغام شد.

## تاریخچه
این مؤسسه مالی اعتباری وابسته به وزارت دفاع و پشتیبانی نیروهای مسلح بود پس در همین راستا بنیاد تعاون وزارت دفاع متولی پیگیری تشکیل مؤسسه شد و با پیگیری‌های بعمل آمده در سال ۱۳۸۸ موافقت اصولی تأسیس مؤسسه با عنوان کوثر انجام شد و در بهمن ۱۳۸۹ با تغییر نگرش مؤسسان و تأیید نظریه گسترش سریع مؤسسه مبلغ قدر السهم ۷۵۰ میلیارد ریالی به حساب بانک مرکزی واریز و روند گسترش فعالیت‌ها از بعد کمی و کیفی آغاز گردید بطوریکه تا پایان سال ۱۳۹۲ حدود ۳۵۰ شعبه فعال در سراسر کشور دایر گردید.

## ادغام صندوق جوانان خیر مرند در مؤسسه کوثر سابق
در بهمن ۱۳۹۱ مؤسسه قرض‌الحسنه جوانان خیر در مؤسسه اعتباری کوثر ادغام شد.

## چشم‌انداز
- از طرحهای دانش بنیان و پروژهای دفاعی کشور حمایت می‌کرد.[۳]
- ارائه خدمات به فعالان توسعه اقتصاد بومی و مقاومتی را در اولویت قرار می‌داد.
- ارائه خدمات حمایتی به کارکنان وزارت دفاع و بازنشستگان نیروهای مسلح ایران را از تعهدات خود می‌دانست.

## دستاوردها
- دریافت جایزه ملی مدیریت در سال ۱۳۹۱[۴]
- افزایش شبکه شعب به تعداد ۳۵۰ شعبه
- جذب و به‌کارگیری ۱۰۴۰ نفر نیروی تحصیلکرده
- افزایش ۳۱۸ درصدی منابع نسبت به سال گذشته
- اخذ مجوز پذیره‌نویسی در سازمان بورس اوراق بهادار

## ادغام بانک‌های نیروهای مسلح با بانک سپه
براساس اطلاعیه بانک مرکزی ایران در تاریخ ۱۱ اسفند ۱۳۹۷ بانک‌های انصار، قوامین، حکمت ایرانیان، مهر اقتصاد و مؤسسه اعتباری کوثر در بانک سپه ادغام شدند. در تاریخ ۵ آذر ۱۳۹۹ مؤسسه اعتباری کوثر به‌طور کامل و رسمی بعد از برگزاری مجمع انحلال و ادغام، در بانک سپه به عنوان مهم‌ترین بانک دولتی و ملی کشور و بزرگ‌ترین بانک خاورمیانه و جهان اسلام ادغام شد.